# Pozzolo
Pozzolo is een plaats (frazione) in de Italiaanse gemeente Marmirolo, provincie Mantua, en telt ongeveer 1200 inwoners.

## Geografie
De rivier Mincio stroomt langs de plaats.